# Снова дома
«Снова дома» (англ. Home Again) — четвертый эпизод десятого сезона «Секретных материалов». Автор сценария и режиссёр — Глен Морган. Премьера эпизода состоялась 8 февраля 2016 года на телеканале Fox.

## Сюжет
В Филадельфии с особой жестокостью убит чиновник Департамента жилищного строительства и городского развития Джозеф Катлер, отвечавший за переселение бездомных с городских улиц. Неизвестный разорвал его тело на несколько частей. Фокс Малдер говорит, что в средние века так казнили четвертованием. Просматривая кадры с камер видеонаблюдения, он обнаруживает, что на щите напротив конторы Департамента в момент убийства Катлера не было рисунков или граффити. Однако утром на нём появилось огромное изображение лысого мужчины в чёрном. Малдер отправляется изучить работу художника и обнаруживает, что к подошве его ботинка прилип лейкопластырь.
Мать Скалли Маргарет попадает в больницу с сердечным приступом. Медсестра рассказывает Скалли, что, будучи в сознании, Маргарет звала Чарли, своего младшего сына, с которым она в ссоре. К удивлению Скалли, Маргарет не звала её, старшего сына Уильяма или своих внуков.
Малдер становится свидетелем перепалки между коллегой погибшего Катлера Дэрила Лэндри и президентом школьного совета Нэнси Хафф. Хафф обвиняет Лэндри в том, что он вместе с Катлером переселяли несчастных бездомных из этого района, чтобы построить десятиэтажное жилое здание. В свою очередь, Лэндри указывает, что старая государственная больница Франклина, куда переводят бездомных, пустует без дела и поможет бомжам держаться подальше от рынка наркотиков, крыс и мочи на улицах.
Хафф говорит, что ничего не имеет против бездомных, и каждый День благодарения и устраивает для них ужин с индейкой. Однако больница Франклина всего в двух кварталах от средней школы Пеннсбери. Внезапно один из бездомных упоминает имя Человека-с-пластырем-на-носу.
Малдер рассказывает Скалли, что напротив конторы Катлера после убийства появился рисунок с изображением того, кто, по мнению людей с улицы, их защищает. Нарисовавший это художник известен как Мусорщик, никто не знает его настоящее имя и никто никогда не видел. Малдер полагает, что субъект может быть одержимым убийцей, который считает, что он помогает бездомным путём уничтожения тех, кто связан с переселением.
Тем временем жертвами неизвестного монстра становятся ещё трое — два художника и Нэнси Хафф.
Изучив образцы краски с подписи Мусорщика, агенты выходят на единственный в Филадельфии склад, который торгует такой краской в баллончиках. Проследив за одним из покупателей, они находят Мусорщика в подвальном помещении. Художник крайне недоволен тем, что люди обращаются с бездомными и бродягами как с мусором.
Он рассказывает, что создал Человека-с-Пластырем-на-носу, и говорит, что тибетские буддисты назвали бы его тульпой — мыслящей формой, использующей разум и энергию, чтобы овеществить мысль. Малдер возражает ему, замечая, что тульпа — это сделанная в 1929 году ошибка теософского перевода тибетского слова "тулку", означающего "перевоплощённый". По словам Малдера, в тибетском буддизме нет идеи мыслящей формы либо мысли в виде формы, и осознавший себя тулку никогда никому бы не навредил, не позволил убить. Мусорщик объясняет, что создав Человека-с-пластырем, он просто хотел напугать всех, кто отбирает достоинство у бездомных. Вот так в голове художника возникла жестокая идея. Однако  Человек-с-пластырем решил жестоко мстить обидчикам бездомных.
В ответ Скалли говорит, что Мусорщик несёт ответственность за созданного монстра и он такой же плохой, как и люди, которых он ненавидит.
Малдер понимает, что Дэрил Лэндри — последний, кто связан с переселением бездомных. Тем временем их на автобусах свозят в бывшую больницу Франклина. Человек-с-пластырем нападает на Лэндри и разрывает его на части.
Мусорщик покидает свою мастерскую. Он изменил лицо Человека-с-пластырем, теперь на нём красуется широкая улыбка.
Умершую мать Скалли кремируют. Скалли говорит, что теперь знает, почему мама звала Чарли, хотя они не общались: она хотела быть уверена, что с ним всё будет хорошо. Она также хотела, чтобы Малдер и Скалли позаботились о том, чтобы всё было хорошо с их сыном Уильямом, хотя они не могут с ним видеться. Скалли говорит, что они сделали трудный выбор, чтобы уберечь его, и отдали мальчика на усыновление. Скалли очень хочет верить, что они с Малдером не обошлись с Уильямом как с мусором.

## Производство
Режиссёр серии Глен Морган пригласил на роль Мусорщика вокалиста и гитариста панк-группы Rancid Тима Армстронга, поклонником которого он является.